# Potok Pychowicki
Potok Pychowicki (Jaz) – potok w Krakowie w województwie małopolskim, prawy dopływ Wisły o długości 5 kilometrów. Źródła znajdują się w okolicach Kobierzyna, a ujście na terenie Pychowic. Jego wody są bardzo silnie zanieczyszczone.